# Sobralia altissima
Sobralia altissima es una orquídea terrestre nativa del Perú que tiene la distinción de ser la orquídea más alta del mundo debido a que puede alcanzar hasta 13,4 metros de longitud.
Fue descrita por los botánicos David E. Bennett y Eric A. Christenson en 1999 basados en colecciones realizadas por Marco León Martínez, Benjamín Collantes Meza y Reynaldo Álvarez Grillo en el Departamento de Huancavelica, provincia de Tayacaja, Distrito de Huachocolpa, Inquilpata, a unos 250  km al sudeste de Lima. El nombre común en quechua es «Inquil» o «Inkill», que significa "portadora de lengua" debido al labelo amplio que parece una lengua.

## Descripción
Presenta tallos leñosos que llevan  3 o 4 racimos, cada uno con 8 a 9 flores. Las flores, de un color púrpura intenso con las puntas de los pétalos y sépalos de color blanco, duran sin marchitarse hasta dos semanas en la planta o una semana cuando se cortan.